# Sören Fritze
Sören Klaus Fritze (* 14. September 1994) ist ein ehemaliger deutscher Basketballspieler.

## Spielerlaufbahn
Fritze spielte in der Jugend von BBV Hagen und BG Hagen sowie in der U19-Mannschaft von Phoenix Hagen in der Nachwuchs-Basketball-Bundesliga (NBBL). 2013 wurde er als bester Spieler der NBBL ausgezeichnet. Er lief in der Herrenmannschaft der BG in der Regionalliga auf, stand während des Spieljahres 2013/14 im erweiterten Bundesliga-Aufgebot von Phoenix und bestritt in dieser Saison fünf Einsätze in der hochrangigsten deutschen Liga.
Im Spieljahr 2014/15 absolvierte er zwei Spiele für die Weißenhorn Youngstars, die Nachwuchsfördermannschaft des Bundesligisten Ratiopharm Ulm in der 2. Bundesliga ProB. Kurz nach Saisonbeginn zog er sich einen Kreuzbandriss zu.
Im Sommer 2015 wechselte Fritze zum Mitteldeutschen BC, kam für den Bundesligisten aber nicht zum Einsatz, sondern spielte in der Regionalliga-Mannschaft des MBC-Kooperationsvereins BG Bitterfeld-Sandersdorf-Wolfen 06. Im Januar 2016 schloss er sich den Schwelmer Baskets (2. Bundesliga ProB) an.
Vor der Saison 2016/17 unterschrieb er bei den Iserlohn Kangaroos, für die er vor allem im Spieljahr 2017/18 mit 15,3 Punkten im Schnitt (15 Einsätze) in der 2. Bundesliga ProB starke Leistungen erbrachte, ehe er im Januar 2018 zu den Hamburg Towers in die zweithöchste deutsche Klasse, die 2. Bundesliga ProA, wechselte. Im Sommer 2018 ging er zum Regionalligaverein BG Hagen zurück, um sich gleichzeitig auf seine beruflichen Vorhaben im Immobiliengeschäft zu konzentrieren. Fritze spielte bis 2022 für die BG.

### Nationalmannschaft
2013 und 2014 stand Fritze im erweiterten Aufgebot der deutschen U20-Nationalmannschaft.